# Sergio Vallín

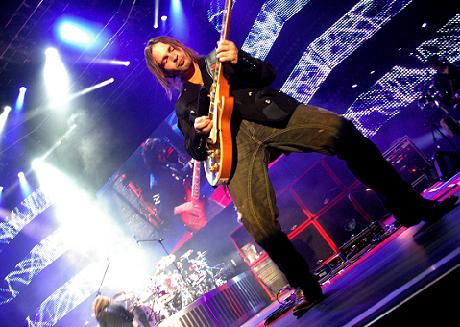
Sergio Vallín guitarreando en un concierto.

Sergio Vallín Loera (Ciudad de México, 26 de mayo de 1972) es un músico, compositor y cantante mexicano. Actualmente es el guitarrista principal de la banda de rock en español Maná y uno de los guitarristas más importantes en América Latina, quien tras su ingreso en 1994 significó la integración definitiva de la banda. A los diez años de edad se muda con su familia a Aguascalientes, capital del estado del mismo nombre, considerándose «hidrocálido» desde entonces. En 2009, Vallín realiza su primer proyecto musical fuera de Maná, un disco en los cuales es el guitarrista principal y cuenta con la colaboración de mujeres en la vocal, llamado Bendito entre las mujeres. Y es reconocido por muchos como uno de los mejores guitarristas de México.
Sergio Vallín estuvo antes de entrar en Maná en grupos de la Ciudad de Aguascalientes como: Banda Safari y Wando, este último conformado por sus hermanos Fernando Vallín en el bajo y Rocío Vallín en la voz.

## Biografía
En el año de 1994 comenzaría su carrera con la banda Maná, tras el abandono del anterior guitarrista, César López, quien ya no estuvo participando en el álbum Cuando los ángeles lloran.
Sergio Vallín, el virtuoso guitarrista de una de las bandas de rock en español más influyente a nivel mundial, presenta un excelente álbum de concepto, por demás interesante, el cual lleva por título Bendito entre las mujeres, un disco en el que se hace acompañar por algunas de las mejores voces femeninas que existen en la actualidad.
Grandes intérpretes, tales como: Ana Torroja, Rosana, Natalia Jiménez (exvocalista de La 5a Estación), Ely Guerra, Raquel del Rosario (de El sueño de Morfeo), María José (ex-Kabah), Paulina Rubio y Janette Chao, entre muchas otras, participan en este proyecto, compuesto especialmente y en su totalidad por el propio Vallín; que arregló todos los temas del disco pensando (para su proyecto personal) en cada una de las personalidades invitadas, quienes conforman el repertorio de este disco.
El primer sencillo promocional “Sólo tu”, en compañía de Raquel del Rosario, se lanzó a la radio en México y gran parte del mundo el 10 de agosto de 2009.
Bajo la producción de Vallín y Sebastián Krys, el álbum “Bendito entre las mujeres”, grabado durante mayo, junio y julio de 2009 en Los Ángeles, California, salió a la venta a nivel mundial el 22 de septiembre de 2009.

## Comienzos musicales
Recién llegado a Aguascalientes estudio en la Escuela Secundaria Técnica Número 20, tiene su primer contacto con la música cuando entra a formar parte de una estudiantina local.
Asimismo, desde los diez años empezó a sentirse atraído por grupos como The Beatles, The Rolling Stones o The Doors. A los trece años, recibe su primer sueldo como "músico" cuando comienza a dar clases particulares de guitarra a jóvenes de su edad.
Cuatro años más tarde, forma, junto a sus hermanos Rocío y Fernando Vallín (hoy segundo guitarrista de Maná), el grupo musical "Wando" que llegó a ganar el segundo lugar en el Festival Valores Juveniles Bacardí en el año 1992 con la canción "No te vayas" y posteriormente ganar el primer lugar en el Nuevo Valores Juveniles en 1994 con la canción "Lo tengo que decir", ambas escritas por Sergio.
Durante un concierto de Luis Miguel, Sergio conocerá a alguien que cambiará su destino: el guitarrista Kiko Cibrián, a quien da una copia de su demo de guitarra, Kiko le da la copia a José Quintana. La cinta pasa de mano en mano hasta llegar a Fher Olvera, vocalista de Maná, que se había quedado sin guitarrista tras la marcha de César "Vampiro" López. Olvera quedó impactado con el estilo del joven Vallín, que demostraba un sólido dominio de la guitarra clásica y una gran versatilidad que le permitía desarrollar también su lado más roquero y lo llama para hacerle una audición. Finalmente, Sergio resulta elegido tras un casting en el que fueron descartados más de 80 guitarristas y en 1994 entra a formar oficialmente parte de la banda.

## Con Maná
Tras algunas colaboraciones de la banda versionando el "Celoso" de Los Panchos o el "Fool in the rain" («Tonto bajo la Lluvia») de Led Zeppelin, en 1995 Maná graba "Cuando los ángeles lloran", el primer disco de estudio del grupo con Sergio en la guitarra líder, que marca un punto de inflexión en su carrera, entre otras cosas por el buen hacer de Vallín a la guitarra clásica y los requintos, así como por los riffs más roqueros de canciones como "Déjame entrar.”
Sergio ha grabado con la banda otros cinco discos de estudio: Sueños líquidos (1997), Revolución de amor (2002), en el que Carlos Santana colaboró, influencia que se nota en el abundante número de solos y punteos que tiene el disco, Amar es Combatir (2006), que registra superventas, Drama y luz (2011) y Cama incendiada (2015). También grabó Maná MTV Unplugged en 1999, y ha participado en giras multitudinarias durante las décadas de los 90 y 2000, época de mayor internacionalización de la banda.

## Como compositor
Especial importancia tiene para el guitarrista hidrocálido la gira "Jalisco Power", junto con Carlos Santana, tras la colaboración de Maná con el afamado guitarrista, para el que componen el megaéxito "Corazón Espinado" que figura en su disco Supernatural. Sergio ha reconocido en varias ocasiones que tocar junto al ídolo de su niñez y juventud ha sido uno de los momentos más gratificantes de su carrera.
La importancia de Sergio en el grupo va creciendo a lo largo de estos cuatro discos: debuta como compositor en Sueños Líquidos, con la canción "Ámame hasta que muera", de marcado sabor flamenco, y se estrena como cantante en Revolución de Amor con el tema "¿Por qué te vas?" dedicado a sus padres. En este álbum compone también la música de "No voy a ser tu esclavo" y colabora de nuevo con su ídolo Santana en el solo de guitarra de Justicia Tierra y Libertad.
En Amar es combatir, hasta tres canciones llevan la firma de Vallín: la cumbia "Somos mar y arena", "Bendita tu luz", bachata cantada a dúo con Juan Luis Guerra y lanzada como segundo sencillo del álbum, y "Relax", compuesta enteramente por él.
En "Drama y Luz", 4 de las 12 canciones tienen colaboración suya: Los sencillos "Lluvia al corazón" y "Mi reina del dolor", "Sor María" y "El dragón".
Consagrado como uno de los mejores guitarristas latinos actuales, Sergio, que se considera un enamorado del flamenco, admirador de Paco de Lucía y Tomatito, se ha involucrado en varios proyectos más allá de la banda. Ha producido a nuevos artistas como Chío o Serralde. En el año 2004 y hasta el año 2014, Sergio Vallín formó parte del proyecto educativo “Escuela de Música México Contemporáneo”, que es una escuela que fue fundada y ha sido dirigida por el maestro Mario Gustavo Juárez. Actualmente ya junto a sus hijos, también con estudios profesionales en pedagogía musical. 
A finales del 2009, Sergio decide sacar un CD como solista, acompañado de sus hermanos, y de artistas de la talla de Ana Torroja, Soraya y Paulina Rubio. Dicho material discográfico es llamado "Bendito entre las mujeres", ya que todos los artistas invitados son mujeres. De tal material discográfico se desprende su primer sencillo "Solo tu".
2013 participa en la musicalización de la película "Zero hour".

## Instrumentos
Desde su llegada a Maná, Sergio se ha caracterizado por utilizar diferentes tipos de guitarras eléctricas. A lo largo de su carrera ha utilizado Fender Telecaster, Fender Stratocaster, Gibson Les Paul,  Fender Jazzmaster, Gibson ES-335, Epiphone Casino, guitarras Jackson Guitars, Gretsch Tennessee Rose, Rickenbacker 360/12, Gibson Firebird, Gibson SG, Fender Showmaster (muy utilizada en la gira Revolución de Amor), Paul Reed Smith, Music Man, ESP Guitars, Ibanez y desde la última gira utiliza Lloyd Prins SV1, una guitarra personalizada que le encargó al luthier californiano Lloyd Prins además de las guitarras acústicas "Godin" , recientemente Fender le fabricó su propia guitarra la Fender Vallin, siendo el primer y único guitarrista latino con una fender personal.
Durante la gira "Amar es combatir", tanto él como Fher Olvera utilizaron guitarras acústicas Taylor.

## Otros trabajos
- Guitarrista del grupo Maná.
- En el video "Hasta que te conocí" de Maná, además de tocar las guitarras aparece tocando el teclado.
- En una entrevista se le preguntó ¿Qué otro instrumento te gusta más, después de la guitarra?

Él respondió que "Me gusta mucho el bajo, fíjate. Yo creo que si no fuera guitarrista, sería bajista. Me encanta el bajo"
- En el año 2016 participa en el MTV Unplugged de Miguel Bosé en las canciones "Nada particular" y "Guliver" junto a su compañero de Maná Álex González, tocando la guitarra y Álex en la batería.

### Discos en solitario
- 2009: Bendito entre las mujeres[2]
- 2021: Microsinfonías[3]

### Maná

#### Álbumes de estudio
- 1995: Cuando los ángeles lloran
- 1997: Sueños líquidos
- 2002: Revolución de amor
- 2006: Amar es combatir
- 2011: Drama y luz
- 2015: Cama Incendiada

#### Álbumes en directo
- 1999: Maná MTV Unplugged
- 2003: Maná Concierto Básico (Círculo de Bellas Artes de Madrid)
- 2004: Acceso Total
- 2008: Arde el cielo

#### Recopilatorios
- 2000: Todo Maná
- 2001: Grandes Maná
- 2003: Esenciales
- 2012: Exiliados en la bahía
- 2013: Exiliados en la bahía Portuguese Edition
- 2013: Studio Albums 1990-2011